# Just Jen
«Just Jen» (с англ. — «Просто Джен») — шестой эпизод американского сериала «Женщина-Халк: Адвокат» (2022), основанного на одноимённом персонаже комиксов Marvel. В этом эпизоде Дженнифер Уолтерс посещает свадьбу своей подруги, надеясь, что её достижения как Уолтерс оценят больше, чем достижения как Женщины-Халка. Действие эпизода происходит в медиафраншизе «Кинематографическая вселенная Marvel» (КВМ), разделяя преемственность с фильмами франшизы. Сценаристом выступила Кара Браун, а режиссёром — Ану Валиа.
Татьяна Маслани исполняет роль Дженнифер Уолтерс / Женщины-Халка; в эпизоде также сыграли Джамила Джамил, Джинджер Гонзага, Патти Харрисон и Рене Элиз Голдсберри.
Эпизод «Просто Джен» был выпущен на Disney+ 22 сентября 2022 года.

## Сюжет
Дженнифер Уолтерс получает подарок с приглашением на свадьбу от своей давней подруги Лулы. Уолтерс приходит на свадьбу в облике Женщины-Халка, однако Лула просит её быть в человеческом облике.
Адвокаты Мэллори Бук и Никки Рамос работают над делом о разводе сверхчеловека по имени Крейг Холлис, также известного как Мистер Бессмертный. Холлис неоднократно инсценировал свою смерть, чтобы разрывать браки. После окончания разговора с Бук и Рамос Мистер Бессмертный выпрыгивает из окна офиса и уходит.
На свадьбу Лулы приходит Титания и говорит Дженнифер, что встречается с другом жениха Лулы, который пригласил её на свадьбу. Уолтерс также знакомится с Джошем Миллером, другом жениха.
Во время встречи с жёнами Холлиса выясняется, как Мистер Бессмертный неоднократно инсценировал свою смерть. Холлис предлагает поделить свои деньги поровну со всеми его жёнами, однако женщина, прожившая с Холлисом 18 лет, требует бо́льшую сумму, чем другим, из-за чего разгорается скандал. Никки удаётся помочь всем восьми жёнам выработать компенсационные сделки, а Мистер Бессмертный приносит им свои извинения.
Через некоторое время Титания заявляет Уолтерс о своём желании публично убить её. Дженнифер превращается в Женщину-Халка и начинает драку с Титанией, в ходе которой Титания ломает себе виниры и уходит со свадьбы.
Рамос и Бук обсуждают последствия дела и замечают сайт под названием «Интеллигенция», который содержит многочисленные угрозы в адрес Женщины-Халка. Рамос рассказывает об этом Уолтерс. Тем временем неизвестные люди тайно следят за Уолтерс и планируют ещё одну попытку украсть у неё образец крови.

## Производство

### Разработка
В августе 2019 года студия Marvel Studios объявила, что «Женщина-Халк: Адвокат» разрабатывается для стримингового сервиса Disney+. К декабрю 2020 года Ану Валиа была нанята режиссёром трёх эпизодов сериала, включая шестой. В число исполнительных продюсеров, помимо главного режиссёра Кэт Койро и главного сценариста Джессики Гао, входят Кевин Файги, Луис Д’Эспозито, Виктория Алонсо и Брэд Уиндербаум. Шестой эпизод, «Just Jen» (с англ. — «Просто Джен»), был написан Карой Браун и вышел на Disney+ 22 сентября 2022 года. Титульная карточка эпизода изменена на Just Jen: Attorney at Law (с англ. — «Просто Джен: Адвокат»).

### Сценарий
Ану Валии понравилось менять ожидания от боя между Женщиной-Халком и Титанией, переходя от «большой драки» к тому, что Титания не продолжила бой из-за нелепого падения на лицо. Валиа рассказала: «Это действительно то, ради чего всё затевалось. Дело не в том, что [Титания] избивает Женщину-Халка. Скорее, она чувствует себя такой маленькой, и её виниры ломаются, в буквальном смысле. Из-за этого она не может продолжать… Вы действительно видите её уязвимость и, надеюсь, немного сочувствуете ей».
В эпизоде появляется «Интеллигенция» — сайт в стиле 4chan, на котором размещаются ненавистные сообщения об Уолтерс, а участники сайта пытаются найти способ убить её, также работая над получением образца её крови. В комиксах «Интеллигенцию» возглавляют Лидер и МОДОК, работа которых привела к созданию таких связанных с Халком персонажей, как Красный Халк, Красная Женщина-Халк, А-Бомба и Амадей Чо.

### Кастинг
В эпизоде снялись Татьяна Маслани в роли Дженнифер Уолтерс / Женщины-Халка, Джамила Джамил в роли Титании, Джинджер Гонзага в роли Никки Рамос, Патти Харрисон в роли Лулу и Рене Элиз Голдсберри в роли Мэллори Бук. Также снялись Николас Чирилло в роли Чеда:26:35, Тревор Сэлтер в роли Джоша Миллера, Дэвид Паскуэзи в роли Крейга Холлиса / Мистера Бессмертного и Маккензи Курц в роли Хизера:26:35.

### Съёмки и визуальные эффекты
Съёмки проходили на студии Trilith Studios в Атланте (Джорджия), режиссёром эпизода выступила Ану Валиа, а оператором — Даг Чемберлен:1.
Визуальные эффекты были созданы компаниями Trixter, Wētā FX, Digital Domain, Wylie Co., Cantina Creative, FuseFX, SDFX Studios, Capital T, Keep Me Posted и Lightstage:27:38–28:00.

### Музыка
В эпизоде звучат следующие песни: «The Vibes» от Sa-Fire, «Cash or Check» от Гельмута Рейнхардта, «Fist Bump» от Кена Элкинсона, «Lark Quartet - Adagio Cantabile» от Йозефа Гайдна, «Minuet» от Эбигейл Трандл, «Walking on Broken Glass» от Энни Леннокс, «All Nite Affair» от La Voyage, «Electric Boogie» от Марсии Гриффитс, «Must Be the Love» от Дэниела К. Соловица, Криса Б. Харриса и Брента И. Уэсли, и «High Yah» от Диджея Спиновица:28:15–28:18.

## Маркетинг
В эпизод включён QR-код, позволяющий зрителям получить доступ к бесплатной цифровой копии комикса West Coast Avengers #46, в котором впервые появился Мистер Бессмертный. После премьеры эпизода Marvel объявила о выпуске товаров, вдохновлённых эпизодом, в рамках еженедельной акции «Marvel Must Haves» для каждого эпизода сериала, включая аксессуары, украшения и футболки с изображением Женщины-Халка и She-Hulk by Titania.

## Реакция

### Зрители
Согласно данным платформы TV Time, принадлежащей компании Whip Media, сериал «Женщина-Халк: Адвокат» стал самым популярным сериалом среди зрителей в США за неделю, закончившуюся 25 сентября.

### Критики
Фэй Уотсон из GamesRadar дала эпизоду 4 звезды из 5 и написала, что «„Женщина-Халк“ игнорирует тизер Мэтта Мёрдока на прошлой неделе, чтобы вместо этого сосредоточиться на рассказе целостной истории о своих самых привлекательных персонажах». Арезу Амин из Collider поставила серии оценку «A-» и подчеркнула, что «в качестве эпизода „Просто Джен“ удалось сохранить беззаботный еженедельный процедурный формат, который до сих пор позволяет сериалу быть хорошим». Ричард Тренхольм из CNET отметил, что имя первой жены Мистера Бессмертного, баронессы Кромвель, «может относиться к персонажу комиксов, известному как Баронесса Блад, потому что она была вампиром и слугой Дракулы, впервые замеченной в 1998 году во время сражения с британским супергероем Юнионом Джеком».